# Nikolái Álbov
Nikolái Mijáilovich Álbov (en ruso Николай Михайлович Альбов; 3 de octubrejul./ 15 de octubre de 1866greg. , Pávlovo, Rusia imperial - 24 de noviembrejul./ 6 de diciembre de 1897greg., La Plata, Argentina) fue un botánico, pteridólogo y explorador ruso.

## Biografía
Su padre era sacerdote ortodoxo y capellán militar. Sus primeros diez años fueron de constantes traslados por la actividad de su padre; por lo que guardó una fuerte estima por las exploraciones; y muy precozmente reunía piedras, fauna y flora de su región.
Fue un brillante alumno de la Universidad de Moscú, estudiando Ciencias Fisicomatemáticas. Desarrolla en ese periodo estudiantil tuberculosis, y nunca más recupera su salud. Pero no ceja en sus recolecciones botánicas: estudia la flora de la costa de Abjasia y la Transcaucasia Occidental, habiendo hecho la ascensión a las montañas Ahiliboh, Akachura, Chedym y Sanchara. En 1890 se titula en la Universidad y recibe asignaciones para continuar las investigaciones, y N.M. Álbov sale a los cursos superiores del río Mzymty y a los pasos de la cordillera Bzybsky. Inclusive enferma de fiebre tifoidea, recibida en las montañas, y se recobra sólo en la primavera de 1891.
Viaja a Ginebra, donde se explaya sobre las investigaciones caucásicas y la colección de los herbarios académicos. De Suiza Álbov hace tres viajes más al Cáucaso, y durante uno de ellos abre estudios sobre el desconocido glaciar que da al inicio del río Mzymta. Publica tras siete años el trabajo sobre "Materiales para la flora de Kolhidy" (posteriormente sería Flora del Cáucaso", en junio de 1895, coincidiendo con su elección ea "miembro correspondiente" de la "Sociedad Botánica de Ginebra".
Viaja a París y se encuentra con el cónsul argentino, que lo invita a Argentina, explicándole que "los científicos de allí lo aprecian mucho". En el amanecer del 27 de septiembre de 1895 se encuentra Álbov en Rosheli, ciudad francesa marítima, de donde en un buque de vapor pequeño inglés sale para América del Sur. El 12 de octubre está en Pernambuco. El 17 de octubre en Río de Janeiro. Transborda en Montevideo a un buque de vapor fluvial, el viajero después de tres semanas de navegación alcanza la capital de Argentina Buenos Aires. Y en noviembre Álbov informaba a sus parientes:

"me hacía aquí, en el suelo americano, los pies completamente firmes. A saber, he recibido un lugar como botánico del Museo de La Plata. Las obligaciones mías consistirán: en verano (e.d., según usted, en invierno) viajaré a expensas del Museo en los lugares diferentes de la República Argentina y recogeré las colecciones, y en invierno (e.d., según usted, en verano) las elaboraré. Cuando reciban esta carta, es probable, estaré ya en camino - en algún sitio en la Patagonia o en las cordilleras de los Andes"

Álbov acompañado del zoólogo del museo y de otro botánico, salen a los sistemas montañosos de Ventania, y de Tandilia, a 600 km al sur de Buenos Aires.

Mi calzado delgado caucásico era completamente inútil, tuve que comprarme calzado local - alpargatas - zapatillas simples de lienzo con suela gorda de cuerda... Hay gigantescas boas - serpiente de algunos metros de longitud y el espesor de la mano - pero es muy rara en las montañas. De la población animal - puma, o león americano. Este animal de dimensiones mucho menores al africano y no tiene su cabellera. Es extraordinariamente huidizo y de las personas siempre huye, hasta se hace el herido. Lo cazan a él los perros. Es mucho más peligroso el jaguar; tiene dimensiones mayores y es extraordinariamente cruel; si bien huye, pero, estando realmente herido, entra en combate. De los animales inofensivos: el guanaco, que sustituye en estas montañas a la gamuza y al cabrón salvaje de las montañas europeas. Este animal grande  y esbelto de la familia de los camélidos, de cuello largo y pequeño hocico, que recuerda al camello; el grito también como de camello, un gruñido;  cola extraordinariamente entretejida en forma de pincel corto.

Notaremos que el Museo de La Plata era en aquel tiempo de los mayores en el mundo.
Álbov realiza expediciones botánicas, herborizando, en la Patagonia, Tierra del Fuego. A principios de 1896 emprende el viaje principal de su vida - a Tierra del Fuego. La expedición se planeaba de grandes capacidades, su equipaje contaba con multitud de bultos y de cajas, pero debió disminurla al subir a una pequeña nave a motor el "Ushuaia" - de 55 m de eslora y apenas 10 de manga. La primera semana de navegación pasa felizmente, sin tener en cuenta que el "Ushuaia" pasa un temporal. El 24 de enero, fondean en el golfo de San Jorge, para luego anclar en el vecino puerto de Puerto Deseado. Observa agracejo punzante, verbena, araucarias, cactos. Luego avanzan al puerto Santa Cruz el 26 de enero. Se ven algunas casitas, incluso una tienda, y cafetería-restaurante-billar. Bajan a la orilla, atraviesan la llanura ribereña cubierta del "bosque virgen" de Lepidophyllum cupressiforme.
Algunos días después el "Ushuaia" surcaba ya las aguas del estrecho de Magallanes, con fuerte oleaje. Se veían en tierra las casitas de los buscadores de oro. Detrás del cabo las posesiones argentinas acababan y comenzaban las chilenas, testimonio de la columna fronteriza. Llegan cerca de Punta Arenas —ciudad pintoresca, poblada de personas procedentes de todos los rincones del mundo, en general del Viejo Mundo —noruegos, ingleses, franceses. En la mañana del 1 de febrero el buque de vapor penetraba ya por los canales y estrechos entre las islas de Tierra de Fuego. En las cimas de las montañas bastante abruptas cubiertas de hayales de verdor perenne, blanquecían las lenguas de los glaciares. No veía todavía nada semejante en su vida. Sólo, quizás es posible compararla, con Suiza tirolesa, y así al fin Álbov -el primer científico ruso- ha pisado la Tierra de Fuego.
El 3 de febrero el buque alcanza el punto final de su ruta -el puerto de Ushuaia. De allí y por meses emprende una serie de expediciones por los alrededores, considerablemente habiendo completado la colección botánica. Visita, en particular, el valle del río Olivia y el curso superior del río Grande, donde investiga el glaciar gigantesco en más de tres km, y decide marchar solo de muchos kilómetros hasta el poblado Lapatali escondido detrás del paso. Contando alcanzar el objetivo el mismo día, Álbov lleva reserva de provisiones: 6 galletas, pedazos de carne curada, dos tableras del chocolate, leche concentrada, whisky. En una hora alcanza el río Lapatali y, lo vadea. Sobre la cuesta de la Sierra Susana pierde el sendero, y Albov se mueve a lo largo de la montaña, orientándose al claro entre los árboles.
Se acercaba la noche. Sin encontrar el paso, ni el poblado. Nikolái Mijáilovich decide pasar la noche en el bosque, a la orilla del río, limpiando de ramas caídas un pequeño sector, hace una hoguera. Al campamento del viajero baja rápidamente la noche. Ha salido la luna llena. A las 6 empieza a brillar el amanecer, y Albov sigue su marcha a lo largo del río. Los contornos de la Sierra se disminuían, apenas distintivo, comenzando el bosque pantanoso con arbustale. Habiendo ascendido a la próxima cima, mira alrededor, Nikolay Mijáilovich ve el golfo que brilla a lo lejos. Estaba salvado. Habiendo bajado de la cordillera, Álbov descubre la primera parada, y en algunas horas entra ya en Ushuaia, con entusiasmo se encuentra de veras con colegas alarmados.
El 3 de mayo de 1896 la expedición lleva a Buenos Aires 70 cajones con especímenes raros, recogidas en Tierra de Fuego. Habiendo vuelto al Museo, Álbov acaba su segundo trabajo capital -"Experiencia de investigación comparativa de la flora de Tierra del Fuego", en seguida traducido al francés. Va después a descansar a Uruguay, donde en el Museo Nacional estaba de director su amigo, el profesor Arechavaleta. Allí el científico sufre la reincidencia de la tuberculosis, y el 24 de diciembre de 1897 fallece.

## Algunas publicaciones
- 1895. Nouvelles contributions à la flore de la Transcaucasie: Quelques plantes nouvelles du Caucase. Bull. de l'Herbier Boissier II: 89—96

- 1895 : Prodromus florae colchicae

- 1895. Nouvelles contributions à la flore de la Transcaucasie: Une nouvelle Campanule remarquable, une nouvelle Gentiane remarquable, un nouveau genre d'Ombellifères, une nouvelle espèce de Trapa. Bull. de l'Herbier Boissier III: 228—239

- 1895. La flore alpine des calcaires de la Transcaucasie Occidentale. Bull. de l'Herbier Boissier III: 512—538

- 1895. La Nature de la Transcaucasie occidentale. Bull. de l'Associat. pour la protection des plantes 13: 64—70

- 1895. Dans les coins perdus du Caucase. Souvenirs d'un voyage au Caucase fait en 1894. Supplément à l'Echo des Alpes: 1—34

- 1895. Prodromus florae Colchicae. Tp. Тифлисск. бот. сада. Первое приложение 1 (I—XXVI): 1—287

- 1895. Rapport préliminaire sur une excursion botanique dans la Sierra Ventana. Rev. del Museo de La Plata VII: 181—187

- 1896. заглавие=Ботанико-географические исследования в западном Закавказье в 1894 году (La investigación botánica y geográfica en el Cáucaso occidental en 1894). Тр. Кавк. отд. Русск. геогр. об-ва XVIII: 50—80

- 1896. Очерк растительности Колхиды (Ensayo de vegetación de Cólquida). Землеведение 3: 1—78

- 1896. Contributions à la flore de la Terre de Feu. I. Observations sur la végétation du canal de Beagle. Rev. del Museo de La Plata VII: 277—309

- 1896. Contributions à la flore de la Terre de Feu. II. Enumération des plantes du canal de Beagle et de quelques autres endroits de la Terre de Feu. Rev. del Museo de La Plata VII: 353—402

- 1896. La naturaleza en Tierra del Fuego. Museo de la Plata. Lecturas públicas. I

- 1896. Les forêts de la Transcaucasie Occidentale. Bull. de l'Herbier Boissier IV: 61—77

- 1896. Путешествие в Черноморских горах в 1894 году (Viaje a las montañas del Mar Negro en 1894). Тр. Кавк. отд. Русск. геогр. об-ва XVIII: 17—49

- 1898. В заброшенных уголках Кавказа (En los rincones abandonados de la región del Cáucaso). Землеведение VII (1—2): 17—38

- 1899. Из заграничных писем (из Западной Европы и Южной Америки) [De letras extranjeras (de Europa Occidental y América del Sur)] Землеведение VI (1—2): 39—169

- 1899. Природа Огненной Земли (Naturaleza de Tierra del Fuego). Пер. с испан. Альбовой А. М. Землеведение VI (1—2): 170—183

- 1899. Заметки о флоре Огненной Земли (Notas sobre la flora de Tierra del Fuego). Пер. с франц. А. Альбовой Землеведение VI (1—2): 184—212

- 1902. Essai de flore raisonnée de la Terre de Feu. Ann. del Museo de La Plata, sect. bot 1: 1—85 + XXIII

- 1903. Опыт сравнительного изучения флоры Огненной Земли. Фито-географический этюд (Experiencia de estudio comparativo de la flora de Tierra del Fuego. Estudio de Fitogeográfica). Землеведение X (2): 1—126

## Honores

### Eponimia
Género botánico
- Albovia Schischk. de la familia de Apiaceae (género no actualmente reconocido, y sus especies se han repartido en los géneros Pimpinella L.y Scaligeria DC..
- La abreviatura «Albov» se emplea para indicar a Nikolái Álbov como autoridad en la descripción y clasificación científica de los vegetales.[1]

## Fuente
- Robert Zander, Fritz Encke, Günther Buchheim, Siegmund Seybold (eds.) Handwörterbuch der Pflanzennamen. 13. Auflage. Ulmer Verlag, Stuttgart 1984, ISBN 3-8001-5042-5